# Adoretus versutus
Adoretus versutus är en skalbaggsart som beskrevs av Edgar von Harold 1869. Adoretus versutus ingår i släktet Adoretus och familjen Rutelidae. Inga underarter finns listade i Catalogue of Life.